# Báthory-szobor (Zugló)

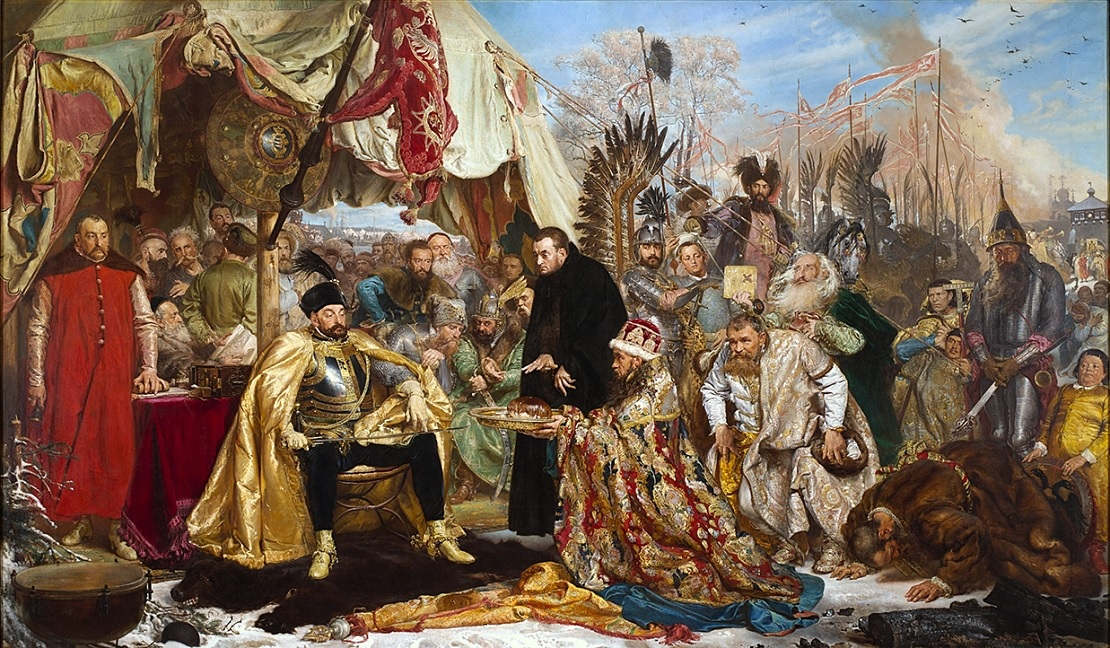
Báthory Pszkov előtt. Jan Matejko festménye (1872, olaj, vászon, 322 × 545 cm)

Báthory István (1533-1586) erdélyi fejedelem és lengyel király zuglói kőszobra.
Eredetileg Magyarország, Erdély és Lengyelország egységére, illetve összetartozására, továbbá a török, a Habsburg- és az orosz terjeszkedés meggátlására emlékeztetett az uralkodó személyén keresztül.
1933-ban készült, de csak 1958-ban állították fel a Hungária körút és a Thököly út sarkán található kis parkban, amelyet Báthoryról neveztek el. Kétszeres életnagyságú, piszkei mészkőből készült, lépcsős talapzaton áll. Az uralkodó trónon ül, kezében szablyát tart. Testtartása hasonló a Jan Matejko által megfestett Báthory-képhez, méltóságteljes és erőt sugároz.
A szobrot Pásztor János szobrász mintázta, az eredeti talapzatot Lechner Jenő építész, építőtörténeti szakíró tervezte. A kivitelezésben Gaál Mihály kőfaragó működött közre, aki a fel nem avatott mű hosszú éveken át tartó védelmét és őrzését is ellátta.

## Története

### Báthory István Emlékbizottság és Báthory-év (1933)

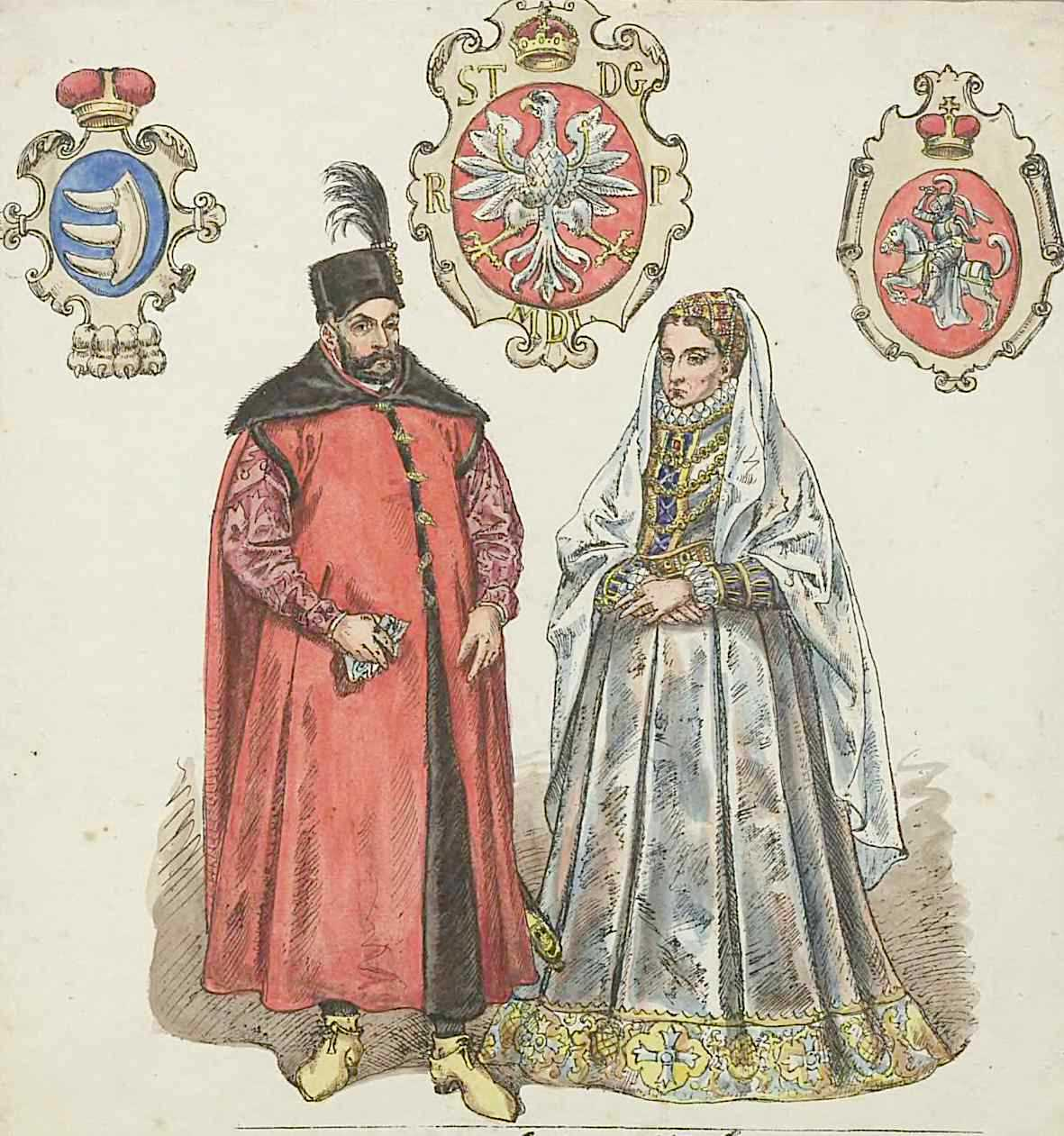
Báthory és Jagelló Anna

Lengyelországban és Magyarországon 1933-ban ünnepelték Báthory születésének 400. évfordulóját. A szoborállítás gondolatát Miklóssi Ferdinánd Leó egyesületi elnök 1931-ben vetette fel a Magyar–Lengyel Egyesület januári ülésén azzal, hogy így csatlakozzanak a majdani Báthory-év megemlékezéseihez. A teendők megszervezésére létrehozták a Báthory István Emlékbizottságot, s megválasztották ennek tisztségviselőit. Elnök Lukács György országgyűlési képviselő, nyugalmazott kultuszminiszter, előadó Miklóssi Ferdinánd Leó, védnök Gömbös Gyula honvédelmi miniszter (későbbi miniszterelnök), alelnök Dömötör Mihály nyugalmazott miniszter, továbbá Bajcsy-Zsilinszky Endre, Kálnoki Bedő Sándor és Usetty Béla országgyűlési képviselő, jegyző Zulawski Andor székesfővárosi fogalmazó, hadtörténeti előadó pedig Erdeős László honvéd százados lett.
A bizottság a szoborállításon kívül több más ügyben is javaslatot tett. Így emléktörvény megalkotására, emlékkiállítás megrendezésére a Magyar Nemzeti Múzeumban, magyar–lengyel bibliográfia és Báthory-emlékbélyeg kiadására, központilag szervezett iskolai és honvédségi ünnepélyek megrendezésére, utcaelnevezésekre, valamint Lengyelországba, Báthory sírjához való zarándoklatra, amelynek vezetésére Serédi Jusztinián bíboros hercegprímást kérték fel. A javaslatok közül nem mind valósult meg, emléktörvényt például nem alkotott az Országgyűlés. A zarándoklat 1933. július 2-án indult Krakkóba, ahol a waweli székesegyháznál Stanisław Rospond püspök fogadta őket. Az akkori krakkói érsek ekkor ajándékozta Magyarországnak Báthory érckoporsójának egy darabját, amelyet hazatérve megőrzésre a salgótarjáni Báthory István honvéd kerékpáros zászlóalj parancsnokságának adtak át.
Az emlékév során a bizottság több ünnepi estet is szervezett annak érdekében, hogy a műalkotás felállításához szükséges pénzt összegyűjtsék.
A bizottság 1933. november 5-én leplezte le az első magyarországi köztéri Báthory-szobrot Salgótarjánban, december 17-én pedig a nyírbátori református templom falába illesztett, Báthory-reliefjével díszített emléktáblát. Az előbbi Bóna Kovács Károly, az utóbbi Pankotai Farkas Béla szobrász munkája volt.

### A budapesti szobor elkészítése és presztízsharcok (1933–1945)
A budapesti szobor felállítását szintén 1931-ben határozta el a bizottság, de csak 1933-ban adtak megbízást az elkészítéséhez. A késedelem miatt nem írtak ki nyilvános pályázatot a munkára, hanem a lengyel szervezetekkel szoros kapcsolatban álló Lechner Jenőt bízták meg az elvégzésével, aki Pásztor Jánost is bevonta. Pásztor és Lechner jó barátok voltak, előbbi korának sokat foglalkoztatott szobrászművésze volt. A költségeket 10 000 pengőben határozták meg. Mivel a szobrot nem lehetett 1933-ra befejezni, ezért a bizottság úgy döntött, hogy 1936-ban, Báthory halálának 350. évfordulóján kerül majd sor az avatására.
1936-ban a bizottság 5000 pengő támogatást kapott a fővárostól Liber Endre alpolgármester közvetítésével. Időközben több más magyarországi lengyel szervezet is bekapcsolódott az előkészítő munkába annak érdekében, hogy részesülhessen a szoborállítás dicsőségében. Ez hamarosan rivalizáláshoz, éles szembenálláshoz vezetett közöttük, melynek mértékét mutatja, hogy a várossal történő tárgyalások során lehetséges helyszínként a Halászbástya melletti kert, az akkor parkosított Döbrentei tér, a városligeti Vajdahunyadvár melletti park, a Halászbástyára vezető Steindl-lépcső alján lévő boltozat, a népligeti Lengyel sétány, a Tabán, a Szent Gellért tér és a Batthyány tér is szóba került. A népliget helyszínként való kijelölését például Széchenyi Károly, a Magyar–Lengyel Szövetség ügyvezető elnöke akadályozta meg befolyását latba vetve. A vállalkozást támogató, illetve engedélyező állami és fővárosi hivatalok kényes helyzetbe kerültek. Egyrészt nem kívántak állást foglalni egyik szervezet mellett vagy ellen sem. Másrészt gyakran jogos kritikákat fogalmaztak meg a javasolt helyszínekkel kapcsolatban, így például hogy az adott területen már több más alkotás áll, vagy hogy az adott helyszín nem köthető össze az uralkodó személyével.

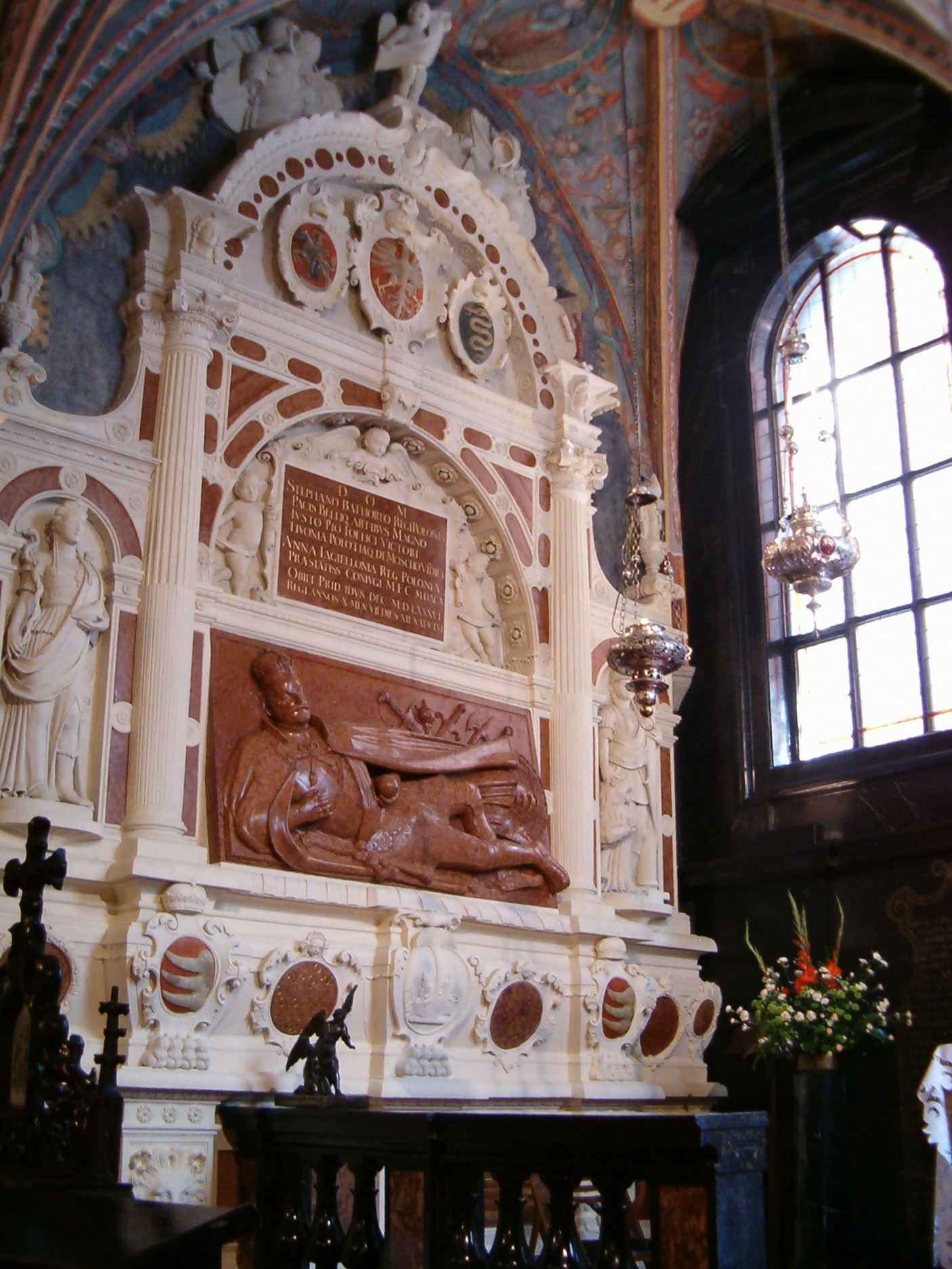
Báthory István síremléke a krakkói waweli székesegyházban

A szervezetek és személyek közötti harc végül odavezetett, hogy az 1936-os avatás is meghiúsult. Az ügy Kovács-Karap Ernő egykori országgyűlési képviselő jó szándékú cikkei által a nyilvánosság elé került, s már a lengyel–magyar kapcsolatok megromlásával fenyegetett. A bizottság az 1938-ra kialakult helyzetben megkezdte a kivonulást saját vállalkozásából. Arra hivatkozva, hogy az emlékmű nem a megrendelés szerinti haraszti, hanem piszkei kőből készült, nem vette át az alkotást. Ugyanakkor megbízást adott Farkas Bélának, hogy készítsen egy hasonlót, de bronzból, Pásztorék viszont erre a hírre pert indítottak a bizottság ellen hátralékos követeléseik megtérítéséért. A helyzetet az lehetetlenítette el végképp, hogy a Széchenyi Károly és Csekonics Iván által vezetett Magyar-Lengyel Szövetség a Farkas-féle mű felállítása ellen is bevetette befolyását, illetve hogy a Vignali Rafael bronzöntő műhelyében készült új szobor nagymértékben hasonlított a Pásztor-féléhez, ami szerzői jogi aggályokat keltett az engedélyező hatóságokban. 1939-ben így még az is felmerült, hogy a kőszobrot Kassának adományozzák, de a második világháború kitörésével a szoborállítás ügye lekerült a napirendről.
A háború idején Gaál Mihály telket bérelt a Római-parton, ahol faházat épített a szobor fölé, hogy megóvja a viszontagságoktól. 15 éven át állt ezen a helyen. A máshol őrzött Lechner-féle talapzat eltűnt Budapest ostromakor, akárcsak a Farkas-féle bronzszobor. Pásztor János 1945-ben bombázás áldozata lett.

### Köztéri szoborállítás (1958)
1956 júniusában a Fővárosi Emlékműbizottság a Fővárosi Tanács udvarára szállíttatta az alkotást azon a jogcímen, hogy közterületre készült. Innen később az Egyetem utcai Károlyi-palota udvarára került, ahol megvizsgálták az állapotát és jónak minősítették. Tényleges elhelyezésére az 1956-os forradalom leverése után keletkezett politikai szándék. Az elhidegült lengyel–magyar viszony enyhítése érdekében 1958. május 9–12. között lengyel párt- és kormányküldöttség látogatott Magyarországra Władysław Gomułka, a LEMP KB első titkára és Józef Cyrankiewicz miniszterelnök vezetésével. Többek között Nagy Imre életének a megkímélését kérték ekkor a lengyelek Kádár Jánostól. A szobor felállítása megfelelő gesztusnak tűnt a lengyelek felé. A zuglói helyszín kiválasztását egy korábbi fővárosi határozat segítette, amely kimondta, hogy a Hungária körút és a Thököly út kereszteződésében álló üres alapépítményre emlékművet kell állítani. Az Emlékfelügyelőség 1958. március 19-én kérvényezte a szoborállítást a Fővárosi Tanács Népművelési Osztályától, s nem sokkal ez után fel is állították azt. Az ünnepség – ha volt ilyen – időpontja nem ismert, mivel a korabeli lapok nem tudósítottak róla. Ennek oka, hogy Gomułkáék a Bem-szobor megkoszorúzását is kérték a magyar kormány képviselőitől, ami a forradalom egyik jelentős helyszíne volt, és ez vélhetően részleges hírzárlathoz vezetett.
Az átadást követően Gaál Mihály perbe bocsátkozott a Fővárosi Tanáccsal a kőfaragás elmaradt munkadíja miatt és a megóvással kapcsolatos költségeinek a megtérítése érdekében. A pert halála után gyermekei vitték tovább. Lechner Jenő is fellépett Pásztor özvegyének érdekében, Dobi István miniszterelnöknek írt levelet, bár az asszony nem igényelte azt. A per másodfokon 1961-ben a Gaál-család nyertességével zárult. A tanácsot 3818 forint megfizetésére kötelezte a bíróság. Az emlékmű ötletétől a per végéig 30 év telt el.

### Napjainkban
1994-ben Zugló önkormányzata felújíttatta a parkot. A magyarországi lengyelek fontos emléke, illetve emlékhelye, szervezeteik minden év tavaszán megkoszorúzzák az emlékművet.

## Galéria

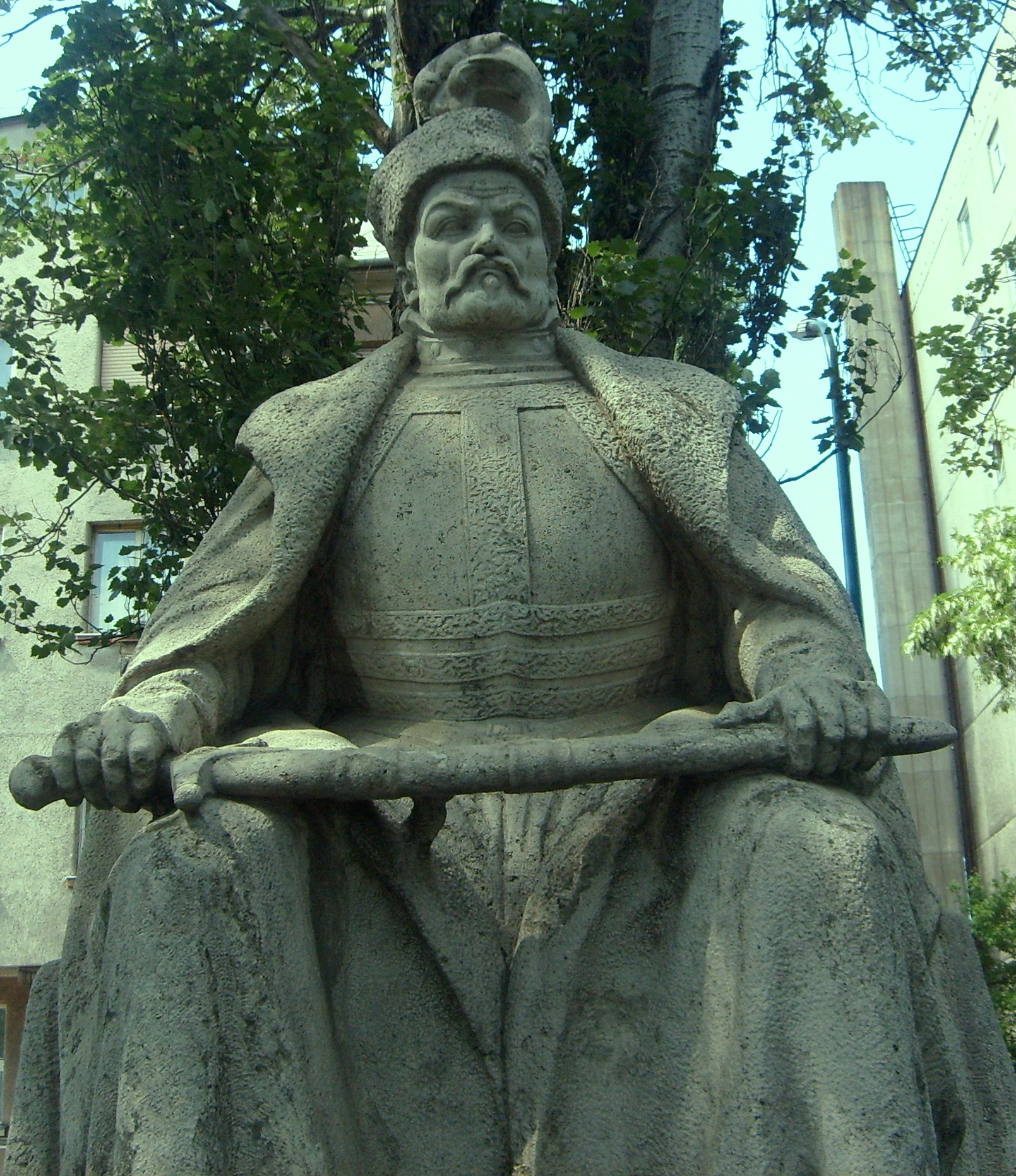
Báthory István zuglói szobra
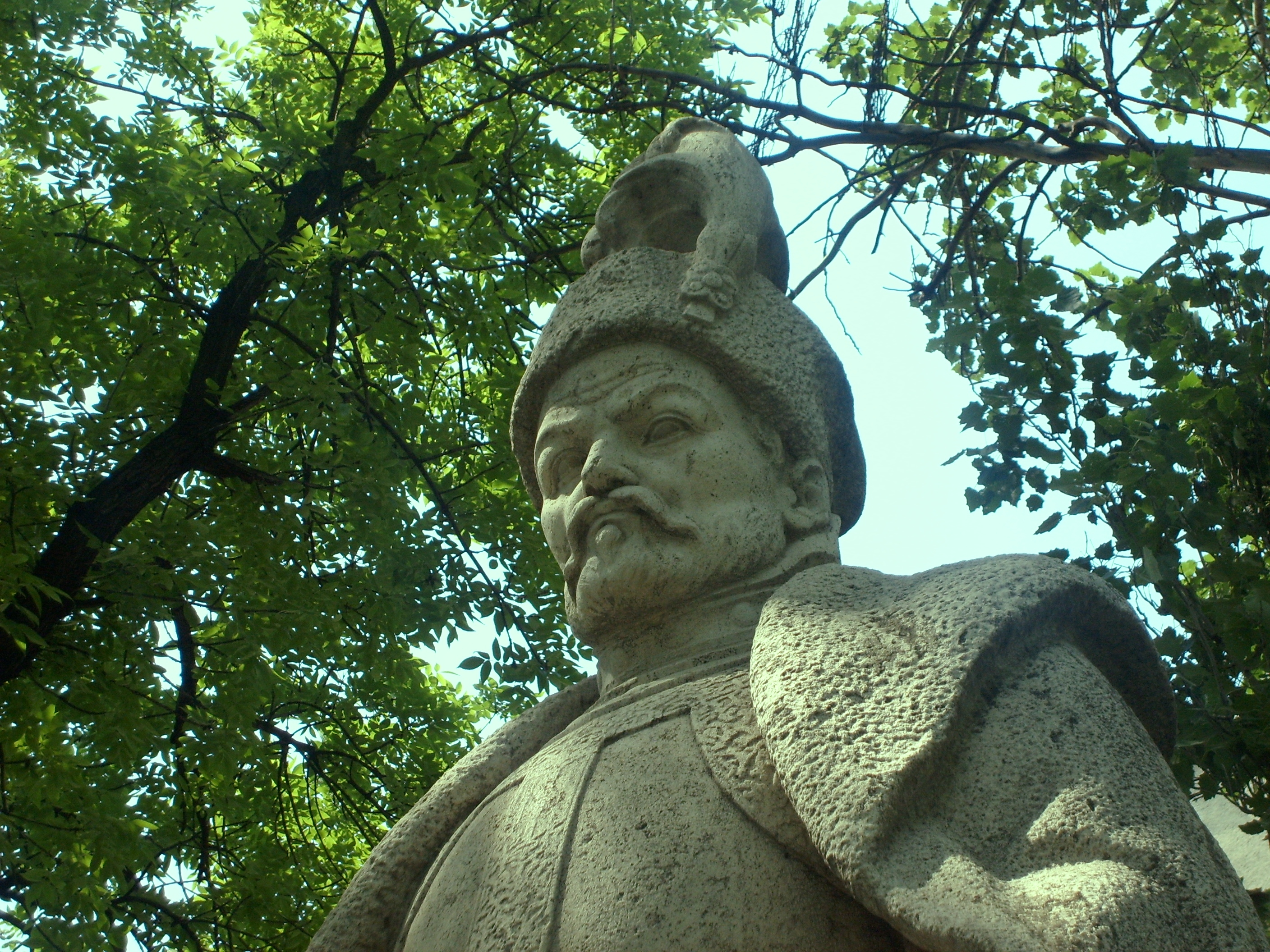
Báthory István szobra (részlet)

## Külső hivatkozások
- Báthory-szobor budapest-foto.hu
- Báthory-szobor (Salgótarján-Baglyasalja) kozterkep.hu
- Kit ábrázol a padovai Báthory-szobor? jezsuita.hu